# Hypermetamorphose
Als Hypermetamorphose wird eine Form der ontogenetischen Entwicklung bezeichnet, bei der sich die morphologischen Merkmale im Verlauf der Individualentwicklung eines Tieres mehrfach grundlegend verändern. Es ist also eine Entwicklung mit mehrfacher Metamorphose. Sie tritt vor allem bei Insekten und anderen wirbellosen Tieren auf, die während verschiedener Larvenstadien unterschiedliche Lebensräume besiedeln. Besonders häufig trifft man die Hypermetamorphose bei temporären Parasiten, da diese neben der parasitischen Form meistens noch ein Ausbreitungsstadium sowie die adulte Gestalt ausbilden. Bekannte Fälle sind etwa Ölkäfer, Fanghafte oder Erzwespen.
In der Entomologie werden Tiere mit Hypermetamorphosen gelegentlich als Hypermetabola zusammengefasst. Dabei handelt es sich entsprechend nicht um eine verwandtschaftliche Beziehung, sondern um eine ausschließlich auf dieses Merkmal bezogene ökologische Gruppierung.